# Puente de Tierra, Nuevo Parangaricutiro
Puente de Tierra är en ort i Mexiko.   Den ligger i kommunen Nuevo Parangaricutiro och delstaten Michoacán de Ocampo, i den södra delen av landet, 300 km väster om huvudstaden Mexico City. Puente de Tierra ligger 1 999 meter över havet och antalet invånare är 141.
Terrängen runt Puente de Tierra är bergig. Runt Puente de Tierra är det tätbefolkat, med 286 invånare per kvadratkilometer. Närmaste större samhälle är Uruapan, 9,7 km öster om Puente de Tierra. I omgivningarna runt Puente de Tierra växer huvudsakligen savannskog.